# Жорді Молья
Жорді Молья Пералес (кат. Jordi Mollà Perales) — іспанський актор, режисер, письменник та художник.

## Біографія
Навчався в Театральному інституті (Instituto del Teatro), що в Барселоні. Після декількох появ на телебаченні та на сцені Театру Свободи (Teatro Lliure), дебютував у кіно 1992 року, знявшись у фільмі «Шинка, шинка».
Під час зйомок фільму «Кокаїн» (2001) потоваришував з Джонні Деппом (дружні стосунки підтримує донині). Номіновувався на премію «Гойя» п'ять разів (по одиному разу в категоріях «Найкращий короткометражний фільм» і «Найкраща чоловіча роль з акторського складу», а також тричі в категорії «Найкраща чоловіча роль протагоніста»).
2002 року дебютував як кінорежисер («Ми — ніхто»). Цього ж року Джордж Лукас запропонував йому зіграти другорядну роль у фільмі «Зоряні війни: Атака клонів», але актор відмовився.
2003 року зіграв роль наркобарона Джона Тапію у фільмі «Погані хлопці 2», на зйомках якого Габріель Юніон назвав актора «іспанським Томом Крузом». 2006 року Жорді також виконав роль Пако Аріси (прототип — Хосе Амедо) у фільмі «ҐАЛ».
У фільмі «Єлизавета» (1997) роль іспанського короля Фліпа 2 Розсудливого зіграв Джордж Ясумі, Жорді же продовжив цю роль у сиквелі фільму — «Єлизавета: Золотий вік» (2007), де головну роль виконала Кейт Бланшетт.
2010 року зіграв роль поета Хайме Гіль де Б'єдма у фільмі «Консул Сомоду». Протягом останніх декількох років виконував ролі для голівудських кінострічок. Знімався у каталонських, іспанських, італійських, французьких та англійських фільмах, до того ж без дубляжу.
Ба більше, Молья знаний не тільки як актор, але й як письменник, кінорежисер та художник. У вересні — жовтні 2004 року його картини навіть виставлялися у мистецькій галереї ПікассоМіо (PicassoMio), що в Мадриді. А з 2008 року він співпрацює з галереєю Ева Руїз (Galería Eva Ruiz), де також демонструє свої картини. Жорді є автором двох книг — «Перші рази» (Las primeras veces) та «Стояча вода» (Agua estancada), а також режисером двох короткометражок — «Волтер Поральта» (номінація на премію «Гойя») і «Він би не дозволив мені піти з тобою», та двох повнометражних фільмів — «Ми — ніхто» та «88».

## Фільмографія

### Як режисер
- (2012) 88  — «88»
- (2002)  No somos nadie — «Ми — ніхто»
- (1995) No me importaría irme contigo — «Він би не дозволив мені піти з тобою»
- (1992) Walter Peralta — «Волтер Перальта»

### Як актор
- (2018) The Man Who Killed Don Quixote — «Чоловік, який вбив Дон Кіхота»
- (2016) Treintona, soltera y fantástica — «Тридцятирічна, самотня і фантастична»
- (2016) Quel bravo Ragazzo — «Цей хороший хлопець»
- (2016) Criminal — Злочинець
- (2016) The Godmother — «Хрещена мати»
- (2015) Ant-Man — «Людина-мураха»
- (2015) In the Heart of the Sea — «У серці моря»
- (2015) Mi familia italiana — «Моя італійська сім'я»
- (2015) Tiempo límite — «Термін життя»
- (2013) Riddick — «Ріддік»
- (2012) Una pistola en cada mano —— «Пістолет у кожній руці»
- (2012) Call of Duty: Black Ops II — «Поклик Обов'язку: Секретні операції II»
- (2011) Bunraku — «Бунраку»
- (2011) Colombiana — «Коломбіана»
- (2011) Encontrarás dragones — «Там живуть дракони»
- (2010) Zenitram — «Зенітрам»
- (2010) Inhale — «До останнього подиху»
- (2010) Knight & Day — «Лицар дня»
- (2010) El cónsul de Sodoma — «Консул Содому»
- (2008) La conjura de El Escorial — «Змова в Ескоріалі»
- (2007) Elizabeth: La edad de oro — «Єлизавета: Золотий вік»
- (2006) Sultanes del sur — «Султани півдня»
- (2006) GAL — «ҐАЛ»
- (2005) Ausentes — «Ті, кого немає»
- (2004) The Tulse Luper Suitcases: Part 2: Vaux to the Sea — «Валізи Тульса Люпера. Частина 2: Від Ву до моря»
- (2004) The Alamo — «Форт Аламо»
- (2003) Bad Boys II — «Погані хлопці 2»
- (2003) The Tulse Luper Suitcases: The Moab Story — «Валізи Тульса Люпера. Частина 1: Моабська історія»
- (2002) No somos nadie — «Ми — ніхто»
- (2001) Blow — «Кокаїн»
- (2001) Son de mar — «Звук моря»
- (2000) Segunda piel «Друга шкіра»
- (1999) Nadie conoce a nadie — «Ніхто нікого не знає»
- (1999) Volavérunt — «Маха оголена»
- (1998) El pianista — «Піаніст»
- (1998) Dollar for the Dead — «Долар за мертвого»
- (1998) Los años bárbaros — «Роки варварства»
- (1997) La buena estrella — «Щаслива зірка»
- (1997) Perdona bonita, pero Lucas me quería a mí — «Вибач дорогенька, але Люкас любив мене»
- (1996) La Celestina — «Селестина»
- (1996) La cible — «Мішень»
- (1995) Los hombres siempre mienten — «Чоловіки завжди думають про це»
- (1995) La flor de mi secreto — «Квітка моєї таємниці»
- (1994) Alegre ma non troppo — «Смішно, але не дуже»
- (1994) Historias del Kronen — «Історії з Кронена»
- (1994) Todo es mentira — «Це — брехня»
- (1994) Le fusil de bois — «Дерев'яна рушниця»
- (1993) Historias de la Puta Mili — «Історії Пута Мілі»
- (1992) Jamón, jamón — «Шинка, шинка»
- (1992) Revólver — «Револьвер»